# Geschichte der Deutschen Demokratischen Republik

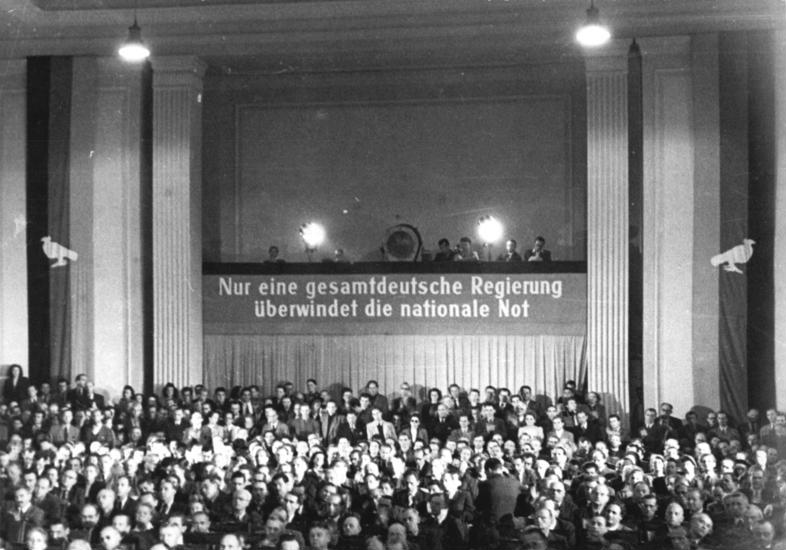
Berlin, DDR-Gründung, 9. Volksratsitzung 1949

Die Geschichte der Deutschen Demokratischen Republik behandelt die Geschichte des ostdeutschen Teilstaates, der von 1949 bis 1990 bestand.
Die Deutsche Demokratische Republik (DDR) war ein bis 1989 im Sinne der Diktatur des Proletariats diktatorisch regierter, realsozialistischer Staat in Mitteleuropa. Die Gründung der DDR am 7. Oktober 1949 auf dem Gebiet der Sowjetischen Besatzungszone (SBZ), mit dem sowjetischen Sektor von Berlin als Hauptstadt, erfolgte vier Jahre nach dem Ende des Zweiten Weltkrieges. Nachdem mit Unterstützung der drei Westalliierten auf dem Gebiet ihrer Besatzungszonen („Trizone“) die Gründung der Bundesrepublik Deutschland erfolgt war, wurde die DDR auf Betreiben der Sowjetunion als zweiter deutscher Staat errichtet. Die SBZ bzw. die DDR erbrachte – insgesamt gesehen – mehr als 90 Prozent aller deutschen Reparationen nach dem Zweiten Weltkrieg auf.
Das Verhältnis zur Bundesrepublik war im Kalten Krieg zunächst angespannt und lockerte sich ab den 1970er Jahren durch die Neue Ostpolitik. Nach der friedlichen Revolution im Jahr 1989 ging die DDR mit der Wiedervereinigung am 3. Oktober 1990 staatsrechtlich in der Bundesrepublik auf.

## Vorgeschichte 1945–1949

### Teilung Deutschlands

Besatzungszonen in Deutschland 1945–1949

Da sich die Hauptalliierten (USA, Großbritannien und Sowjetunion) nicht auf eine gemeinsame Politik bezüglich Deutschland einigen konnten, diskutierten sie bereits während des Zweiten Weltkrieges auf den Konferenzen von Teheran und Jalta über eine Aufteilung Deutschlands. Nach der bedingungslosen Kapitulation der deutschen Streitkräfte konkretisierten die Regierungschefs der Sowjetunion, von Großbritannien und den USA im Juli 1945 auf der Potsdamer Konferenz den Beschluss der Konferenz von Jalta, Deutschland in vier Besatzungszonen und Berlin in vier Sektoren zu teilen, aber von einem gemeinsamen Alliierten Kontrollrat verwalten zu lassen. Die wirtschaftliche Demilitarisierung (insbesondere die Demontage von Industrieanlagen) sollte in jeder Zone autonom durchgeführt werden.
Im Laufe der Zeit lief die wirtschaftliche Entwicklung zwischen den westlichen Besatzungszonen und der sowjetischen Besatzungszone (SBZ) immer weiter auseinander. Auch aufgrund weltpolitischer Differenzen kam es zu immer größeren Spannungen zwischen der Sowjetunion und den USA, die letztlich zum Kalten Krieg führten. Dies wurde 1947 im Zusammenschluss der britischen und amerikanischen Besatzungszonen zur Bizone und am Marshallplan der USA, der den Westen Deutschlands stärkte, deutlich. In der SBZ setzte die Sowjetunion währenddessen die Demontagen zu Reparationszwecken fort und verhinderte die Teilnahme am Marshallplan, die eine Einbindung der SBZ in das westliche Wirtschaftssystem bedeutet hätte. Als Gegenstück zu den Organen der Bizone gründete sie die Deutsche Wirtschaftskommission und vereinigte darin die Zentralverwaltungen für Industrie, Finanzen, Verkehr, Handel und Versorgung, Arbeit und Sozialfürsorge, Land- und Forstwirtschaft, Brennstoffindustrie und Energie, Interzonen- und Außenhandel sowie Statistik.
Aus Protest gegen den Beschluss der Westalliierten, einen westdeutschen Separatstaat gründen zu wollen, verließ der Vertreter der Sowjetunion am 20. März 1948 die Sitzungen des Kontrollrates. Am 20. Juni machte eine auf die westlichen Besatzungszonen beschränkte Währungsreform die befürchtete Teilung Deutschlands zur Gewissheit. Drei Tage später beschlossen die Machthaber der sowjetischen Besatzungszone eine eigene Währungsreform. Nachdem die westdeutsche Währung gegen den Willen des sowjetischen Oberbefehlshabers auch in den Westsektoren Berlins eingeführt worden war, versuchte die Sowjetunion durch die Berlin-Blockade ganz Berlin in ihre Hand zu bekommen. Die Westalliierten entschieden daraufhin, Berlin durch eine Luftbrücke zu versorgen. Insgesamt elf Monate lang versorgten sie die Westberliner Bevölkerung mit Hilfsgütern, bis die Sowjetunion die Blockade am 12. Mai 1949 beendete.

### Sowjetische Deutschlandpolitik

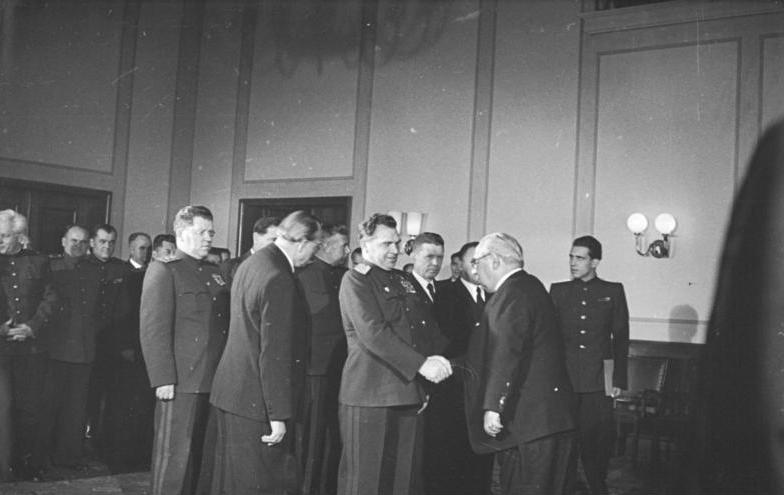
Die Regierung der DDR bei Wassili Iwanowitsch Tschuikow: Übertragung der Verwaltungshoheit am 11. November 1949

Die Sowjetunion entwickelte während des Zweiten Weltkrieges eigene Ideen für ein Nachkriegsdeutschland: Josef Stalin schwebte ein ungeteilter, neutraler und nichtsozialistischer Staat vor. Er erwartete, insbesondere aus dem Ruhrgebiet zahlreiche Reparationen zu erhalten. Im Gegenzug sollten aus der sowjetischen Besatzungszone Nahrungsmittel in die westlichen Zonen geliefert werden. Da dies aber nicht geschah, stellten die Westalliierten ihre Lieferungen auch ein. Um sich trotzdem alle Optionen offen zu halten, verschob Stalin die Sowjetisierung der eigenen Besatzungszone zunächst und vermied bzw. vertuschte eine offene kommunistische Entwicklung.
Nach Kriegsende setzte die Sowjetunion in der von ihr besetzten Zone die Sowjetische Militäradministration in Deutschland (SMAD) ein. Diese sollte den Aufbau eines politischen Systems im Sinne der Sowjetunion steuern und die Besatzungszone verwalten. Dazu kontrollierte und regelte sie das gesamte politische und gesellschaftliche Leben und beschäftigte bis zu 50.000 Mitarbeiter. Sie verfügte die Gründung von fünf Ländern innerhalb der Sowjetischen Besatzungszone und übertrug ihnen im Oktober 1945 Gesetzgebungsbefugnisse.

### Politischer Aufbau
Für den politischen Aufbau war die Gruppe Ulbricht von Bedeutung. Sie bestand aus Walter Ulbricht und anderen vor dem beziehungsweise während des Zweiten Weltkrieges in die Sowjetunion emigrierten und dort geschulten Mitgliedern der Kommunistischen Partei Deutschlands (KPD), die der Roten Armee beim Neuaufbau der Verwaltung helfen sollten. Bereits vor Kriegsende wurde sie in Deutschland tätig und erreichte, dass die sowjetischen Kommandanten zahlreiche Schlüsselpositionen innerhalb der Kommunalverwaltungen an deutsche Kommunisten vergaben. Dabei galt Ulbrichts Devise: „Es muss demokratisch aussehen, aber wir müssen alles in der Hand haben.“
Zur Überraschung der westlichen Alliierten und deutscher Politiker ermöglichte die SMAD bereits im Juni 1945 ein zumindest formal pluralistisches deutsches Parteiensystem und genehmigte die Wiederbetätigung von KPD und SPD sowie die Neugründungen der CDU und LDP. Diese gründeten einen antifaschistischen Block, aus dem sich später die Nationale Front entwickelte. Innerhalb dieses Gremiums wollten sie die Entnazifizierung und den Wiederaufbau gemeinsam organisieren. Obwohl die SMAD die KPD massiv bevorzugte, konnte diese ihr Ziel, größte und bestimmende Partei der SBZ zu werden, nicht erreichen. Sie geriet im Gegenteil im Laufe des Jahres 1945 bei der Bevölkerung und den anderen Parteien immer mehr in die Isolation. In der KPD und SPD in der sowjetischen Besatzungszone gab es nach den Erfahrungen in der Zeit des Nationalsozialismus und im Widerstand Bestrebungen, eine gemeinsame Arbeiterpartei zu schaffen. Nachdem die KPD im Juni 1945 eine entsprechende Forderung der SPD abgelehnt hatte, wurde mit der nachlassenden Popularität der KPD zusammen mit der SMAD unter Billigung Stalins die (Ost-)SPD als Hauptkonkurrent durch massiven Druck, Bestechung ihrer Führungspersönlichkeiten und Täuschung über die wahren Ziele der KPD 1946 zu einer Zwangsvereinigung zur Sozialistischen Einheitspartei Deutschlands (SED) genötigt. Bei den Landtagswahlen im Oktober 1946 erreichte die SED mit 47,5 Prozent allerdings nicht die angestrebte absolute Mehrheit.
Um den Widerstand von (Ost-)CDU und LDP gegen weitere Eingriffe ins Parteiensystem zu unterlaufen, brachte die SED 1947/1948 mit der Volkskongressbewegung ein neues Instrument ins Spiel. Auf zwei Sitzungen 1947 und 1948 beschloss der Deutsche Volkskongress die Aufnahme neuer Blockparteien (National-Demokratische Partei Deutschlands und Demokratische Bauernpartei Deutschlands) und Massenorganisationen (Kulturbund der DDR, Freier Deutscher Gewerkschaftsbund, Demokratischer Frauenbund Deutschlands), die größtenteils kommunistisch dominiert waren, in den antifaschistischen Block.

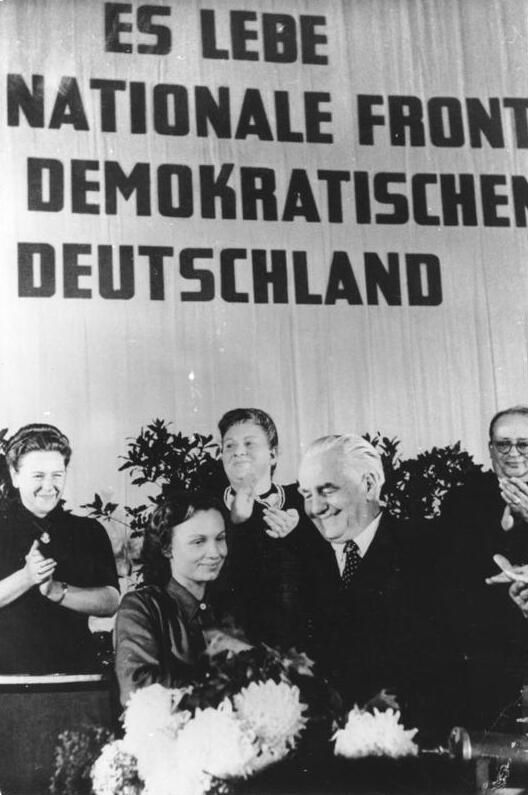
Gründung der DDR am 7. Oktober 1949 im Gebäude der DWK in der Leipziger Straße in Berlin.

Des Weiteren verständigte sich der 2. Volkskongress darauf, einen Deutschen Volksrat zu berufen, der den Auftrag erhielt, für Gesamtdeutschland eine Verfassung einer Deutschen Demokratischen Republik auszuarbeiten. Dieser nahm unter dem Vorsitz von Wilhelm Pieck (SED), Wilhelm Külz (LDP) und Otto Nuschke (CDU) am 19. März 1948 seine Arbeit auf. Dessen Ausschuss zur Erarbeitung einer Verfassung wurde von Otto Grotewohl geleitet und erarbeitete bis zum 22. Oktober eine – auf einem entsprechenden Entwurf der SED von 1946 fußende – Verfassung, welche am 19. März des folgenden Jahres vom 1. Deutschen Volksrat angenommen wurde.
Staatsgründung
Im Mai 1949 wurde über Einheitslisten der 3. Volkskongress gewählt. Als sich am Abend des 15. Mai 1949 bei den ersten Auszählungen abzeichnete, dass keine fürsprechende Mehrheit zustande kommen würde, wurden die durchgestrichenen und leeren (also ungültigen) Stimmzettel auf Anweisung der Deutschen Verwaltung des Innern (DVdI) kurzerhand als Ja-Stimmen gewertet. Am Abend des 16. Mai 1949 wurde dann offiziell bekannt gegeben, dass 66,1 % der Wähler mit „Ja“ gestimmt hätten. Der so gewählte 3. Volkskongress bestätigte am 30. Mai die Verfassung und setzte den 2. Deutschen Volksrat als ständiges Organ ein. Nachdem sich in der am 23. Mai 1949 entstandenen Bundesrepublik Deutschland auch die Verfassungsorgane konstituiert hatten, erklärte sich der 2. Deutsche Volksrat am 7. Oktober 1949 zur Provisorischen Volkskammer und setzte die Verfassung der DDR in Kraft, womit die Deutsche Demokratische Republik gegründet war.

### Wirtschaftlicher Aufbau
Die Wirtschaft in der SBZ wurde durch zahlreiche sowjetische Demontagen massiv geschwächt. Stalin ließ bis Ende 1946 über 1000 Betriebe, vor allem im Maschinenbau, fast die gesamte chemische und optische Industrie abbauen. Alle mehrgleisigen Bahnstrecken wurden auf ein Gleis zurückgebaut; die Elektrifizierung aller Bahnstrecken wurde abgebaut. In einer zweiten Etappe wurden Reparationen entgegen dem Potsdamer Vertrag aus der laufenden Produktion entnommen und etwa 200 wichtige Betriebe, die schon bestanden oder neu gegründet worden waren, als Sowjetische Aktiengesellschaften (SAG) in das Eigentum der Sowjetunion überführt. Der ersten Demontagewelle zwischen Mai und Juli 1945 fielen zirka 460 Berliner Betriebe zum Opfer. Dies entspricht etwa 75 Prozent der damaligen Kapazitäten. Insgesamt soll Mitteldeutschland im Vergleich zu 1936 schätzungsweise durch Demontage verloren haben:
- 82 Prozent der Walzwerke
- 80 Prozent der Eisenproduktion
- 75 Prozent der Hohlziegelerzeugung
- 45 Prozent der Zementindustrie
- 45 Prozent der Papiererzeugung
- 35 Prozent der Energieerzeugung
- 30 Prozent der Schuhindustrie
- 25 Prozent der Textilindustrie
- 25 Prozent der Zuckerproduktion
- 20 Prozent des Braunkohlebergbaus
- 19 Prozent der Brikettfabriken

Die Demontagen endeten erst 1954, also nach Stalins Tod. Der DDR ging insgesamt etwa die Hälfte der industriellen Kapazitäten verloren, die sie bei Kriegsende auf ihrem Territorium noch hatte. Die Industrialisierung dieser Gebiete fiel auf den Stand von 1936 zurück. 
Offiziell wurden die an die Sowjetunion geleisteten Reparationen auf etwa 4,3 Milliarden Dollar geschätzt. Andere Schätzungen gehen von 15 bis 18 Milliarden Dollar aus. Für das Jahr 1949 fielen zum Beispiel auch Besatzungskosten von offiziell 2,2 Milliarden Mark an.
Unter der Losung „Junkerland in Bauernhand“ führten die SMAD und die KPD ab September 1945 eine Bodenreform durch. Ein Drittel der gesamten Wirtschaftsflächen (zirka 3,2 Millionen Hektar), davon zirka 2,5 Millionen Hektar ehemaliger Großgrundbesitzer, kamen zur Verteilung. Eine Million Hektar überführte man in 532 staatseigene Güter (VEG). Die Zahl der privaten landwirtschaftlichen Betriebe stieg auf mehr als 855.600 (1950) – mehr als im Jahre 1939. Dieser Posten wurde jedoch bis 1961 fast restlos liquidiert.
Im Zuge dieser Bodenreform wurden Kriegsverbrecher, Funktionäre und Mitglieder der NSDAP sowie alle Landbesitzer mit mehr als 100 Hektar Landbesitz entschädigungslos enteignet. Die SMAD verteilte das Land an sogenannte Neubauern, zumeist landlose Bauern, Landarbeiter und Flüchtlinge. Diese bearbeiteten ihre fünf bis zehn Hektar großen Landflächen selbst. Da sie meist keine landwirtschaftlichen Geräte besaßen, wurden sie durch die 1949 geschaffenen Maschinen-Ausleih-Stationen (MAS) unterstützt.
Da Stalin die Idee eines ungeteilten Deutschlands nicht aufgeben wollte, begann die tatsächliche sozialistische Umgestaltung der ostdeutschen Wirtschaft erst 1952.

## Aufbauphase 1949–1961

### Politische Führung

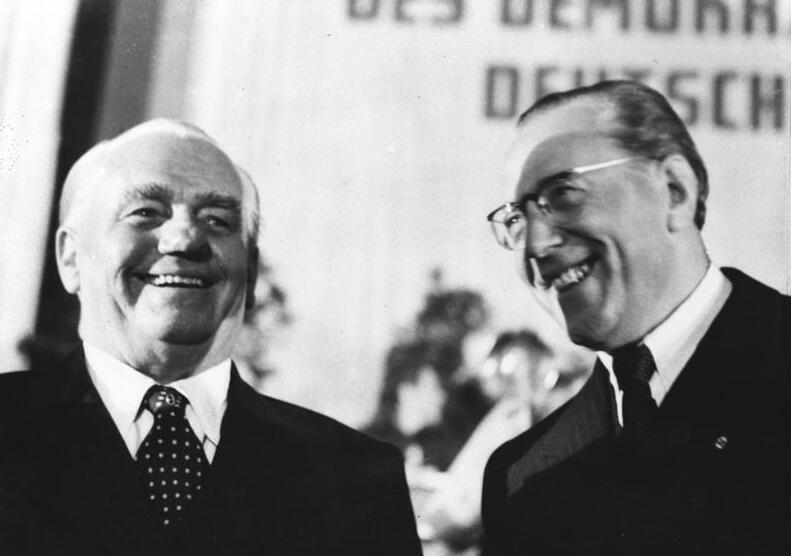
Wilhelm Pieck (links) und Otto Grotewohl

Erster Präsident der DDR wurde 1949 Wilhelm Pieck, erster Ministerpräsident Otto Grotewohl. Beide waren seit 1946 Vorsitzende der SED. 1950 wurden sie in ihren Parteiämtern bestätigt, Walter Ulbricht wurde Generalsekretär des neu geschaffenen Zentralkomitees (ZK) der SED. Nach dem Tod von Wilhelm Pieck wurde 1960 der Staatsrat der DDR anstatt des bisherigen Präsidentenamtes gebildet und Ulbricht zu dessen Vorsitzenden bestimmt.
1950 wurden alle Parteien trotz Widerstands vieler Mitglieder und einiger Landesverbände zur „Einheitsliste der Nationalen Front“ zusammengeschlossen. Bei ersten Wahlen zur Volkskammer erhielt diese von der SED dominierte Einheitsliste nach offiziellen Angaben 99,3 Prozent der Stimmen, 1954 waren es 99,46 Prozent und 1958 99,7 Prozent.

### Außen- und Deutschlandpolitik
Sehr schnell nach ihrer Gründung schloss die DDR Verträge mit anderen Staaten im Ostblock ab: Im Juli 1950 legte sie mit der Volksrepublik Polen die Oder-Neiße-Grenze vertraglich fest. Im September desselben Jahres wurde die DDR Mitglied im Rat für gegenseitige Wirtschaftshilfe (RGW).
Grotewohl schlug im November 1950 Bundeskanzler Konrad Adenauer die Bildung eines Gesamtdeutschen Konstituierenden Rates vor, um die Teilung zu überwinden. Die Regierung Adenauer war aber nicht bereit, mit der DDR-Regierung zu verhandeln und bestand auf freien Wahlen.
Die DDR-Führung bemühte sich bereits früh um diplomatische Anerkennung durch andere Staaten. Sie versuchte auch, Vorfälle wie die Notlandung eines amerikanischen Armee-Hubschraubers im Juni 1958 zu nutzen, um westlich orientierte Staaten durch offizielle Kontakte zu einer Aufgabe ihrer Politik der Nichtanerkennung der DDR zu bewegen. Solche Kontakte wurden jedoch von der Bundesrepublik Deutschland verhindert: Durch die Hallstein-Doktrin drohte sie anderen Staaten mit dem Abbruch der Beziehungen, falls diese die DDR anerkannt hätten. Für die politische Elite der USA war die DDR ein „weißer Fleck auf der politischen Landkarte“, eine terra incognita („unbekanntes Gebiet“) oder lost German territory („verlorenes deutsches Territorium“).
Am 10. März 1952 bot Stalin mit den Stalin-Noten Verhandlungen über eine Wiedervereinigung und Neutralität Deutschlands an. Die Westmächte hielten dies für ein Ablenkungsmanöver, das die Westintegration Westdeutschlands behindern sollte. Der Briefwechsel endete schließlich ohne Ergebnis. Im Anschluss daran forcierte die DDR ihre „Ostintegration“ und die sozialistische Umgestaltung der ostdeutschen Wirtschaft.

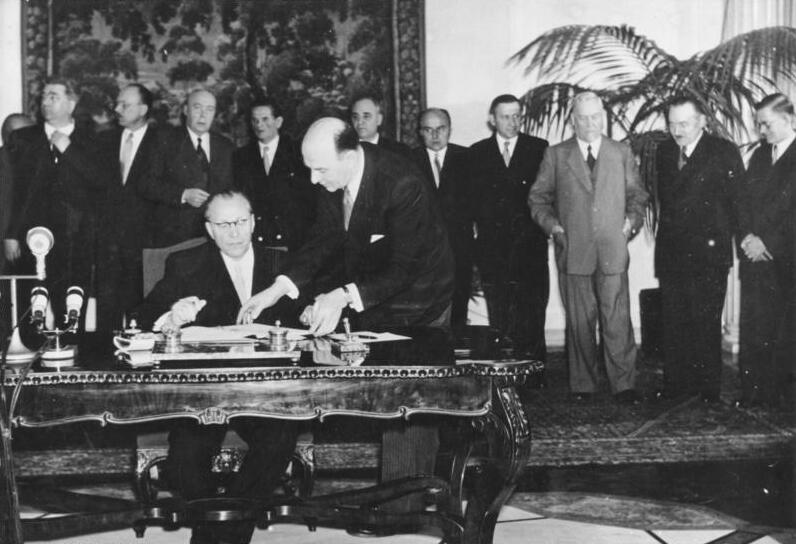
Ministerpräsident Otto Grotewohl bei der Unterzeichnung des Warschauer Vertrages im Jahre 1955.

Nachdem die Bundesrepublik Deutschland 1954 Mitglied der Westeuropäischen Union geworden war, trat die DDR 1955 dem Warschauer Pakt bei.
Die SMAD wurde durch die Sowjetische Kontrollkommission (SKK) abgelöst, diese wiederum 1953 durch den sowjetischen „Hohen Kommissar“ ersetzt. Am 25. März 1954 versuchte die Sowjetunion, die DDR durch eine einseitige Souveränitätserklärung international aufzuwerten. Nachdem der Ministerrat der UdSSR am 20. September 1955 die Souveränität der DDR noch einmal bestätigt hatte, schlossen die beiden Partner am gleichen Tag in Moskau den „Vertrag über die Beziehungen zwischen der Deutschen Demokratischen Republik und der Union der Sozialistischen Sowjetrepubliken“. Dieser „Beistandspakt“ wurde von Nikolai Alexandrowitsch Bulganin und Otto Grotewohl unterschrieben. Damit entfielen auch alle Befugnisse des Hohen Kommissars der UdSSR.
Am 27. November 1958 forderte Nikita Chruschtschow die Revision des Potsdamer Abkommens und drohte, die Sowjetunion werde ihre Kontrollrechte über Berlin an die DDR übertragen. Damit begann die so genannte Berlin-Krise.
Zur Jahreswende 1958/1959 ließ die Sowjetunion erstmals weitreichende Atomraketen außerhalb ihres Territoriums stationieren. Der sowjetische Generalstab stationierte jeweils sechs Raketen des Typs SS-3 Shyster bei Fürstenberg/Havel und Vogelsang. Die SS-3 konnte eine Kernwaffe mit einer Sprengkraft von 300 Kilotonnen TNT bis zu 1.200 Kilometer weit, zum Beispiel bis nach Bonn, Brüssel, Paris oder London befördern.

### Gesellschaftspolitik
Auch gesellschaftspolitisch fanden in der DDR tiefgreifende Änderungen statt. So wurden durch die Verabschiedung des Gesetzes über den Mutter- und Kinderschutz und die Rechte der Frau Frauen systematisch in den Aufbau des Sozialismus miteinbezogen, Kinderbetreuungsangebote in Form von Kinderkrippen für Säuglinge und Kleinkinder, Kindergärten für 4- bis 6-Jährige und Horte, die Schulkinder bis zur 4. Klasse betreuten, geschaffen und das Schulsystem durch die Einrichtung der Polytechnischen Oberschule (POS) umgebaut. Maßgebend für das Bildungssystem in der DDR war seit 1946 das Gesetz zur Demokratisierung der deutschen Schule.

### Wirtschaftspolitik
Die Politik legte Wert auf eine Integration der Akademiker in den Aufbauprozess, auch solcher, die im Nationalsozialismus Karriere gemacht hatten. Die 1. Kulturverordnung der Deutschen Wirtschaftskommission vom 31. März 1949 plädierte für eine „Umformung und Umerziehung der alten Gruppen der bürgerlichen Intelligenz“, statt diese auszugrenzen.
Nachdem es bereits einen Zwei-Jahres-Plan gegeben hatte, folgte die Wirtschaft der DDR ab 1951 dem ersten Fünfjahresplan. Damit begann der Einstieg in die Planwirtschaft. Verantwortlich für die Aufstellung und Kontrolle der langfristigen Pläne sowie die zentrale Lenkung der Wirtschaft war die 1950 gegründete Staatliche Plankommission. 1958 wurden die Lebensmittelkarten endgültig abgeschafft. 1959 zeichnete sich ein Scheitern des laufenden Zweiten Fünfjahresplans ab; die Plankommission erstellte daher übergangsweise einen Siebenjahresplan. Zahlreiche Betriebe der Sowjetischen Aktiengesellschaften (SAG) wurden von der DDR zurückgekauft und in Volkseigene Betriebe (VEB) umgewandelt.
Für die Landwirtschaft prägte die SED in den 1950er Jahren die Devise „Vom Ich zum Wir“. Unter diesem Motto sollte die Landbevölkerung „auf freiwilliger Basis“ von den angeblichen Vorzügen einer kollektivierten Landwirtschaft überzeugt werden. Das Ziel war die Gründung von Landwirtschaftlichen Produktionsgenossenschaften (LPG). „Muster-LPGs“ sollten wie „Leuchttürme auf dem Lande“ die Idee von der Sowjetisierung in alle Dörfer tragen. Da die meisten Bauern kein Interesse an genossenschaftlicher Arbeit zeigten, wurden insbesondere verlassene Höfe, sogenannte ÖLB (Örtlicher Landwirtschaftsbetrieb) und wirtschaftlich kaum lebensfähige Kleinbetriebe zu LPGs zusammengefügt. 1952 waren so in der DDR knapp 2000 zunächst überwiegend wirtschaftsschwache LPGs entstanden.
Klein- und Mittelbauern wurden mit Repressionen und hohen Zwangsabgaben drangsaliert und bei der Verteilung der landwirtschaftlichen Geräte durch die MAS benachteiligt. Zehntausende Bauern siedelten daraufhin in den Westen um. Dies führte dazu, dass mit dem Aufstand vom 17. Juni 1953 auch auf dem Land die Stimmung kippte. Anschließend wurde die Kollektivierung zunächst verlangsamt, auf Druck der Sowjetunion aber forcierte die DDR-Führung die Kollektivierung ab 1958 wieder. Von der SED entsandte Agitationstruppen sollten die Bauern durch Nötigung oder Drohungen zum „freiwilligen“ Eintritt in eine LPG veranlassen, während widerstrebende Landwirte vom MfS verhaftet wurden.

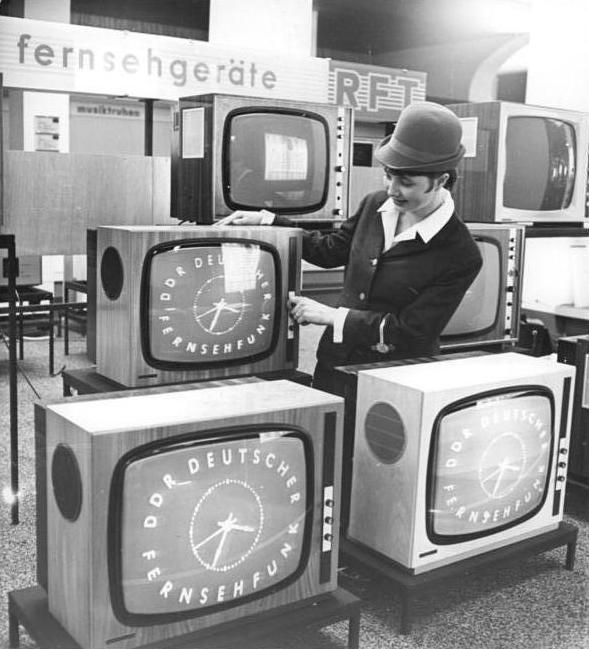
Fernsehgeräte mit dem Logo des Deutschen Fernsehfunks auf der Leipziger Messe 1968

Parallel zur Entwicklung in Westdeutschland begann das staatliche Fernsehen der DDR Ende 1952 mit Versuchssendungen und nahm 1956 seinen regulären Sendebetrieb auf. Ab 1960 war die Propagandasendung Der schwarze Kanal von und mit Karl-Eduard von Schnitzler einmal wöchentlich im Programm.

### Staatssicherheit
1950 wurde das Ministerium für Staatssicherheit (MfS) gegründet, um als „Schild und Schwert der Partei“ die Macht der SED zu sichern. Wilhelm Zaisser wurde erster Minister für Staatssicherheit, Erich Mielke Staatssekretär. Das MfS spielte gemeinsam mit der Zentralen Parteikontrollkommission eine bedeutende Rolle bei der politischen Säuberung, der sich die SED zu Beginn der 1950er Jahre unterzog. 1950/51 wurden 150.000 Mitglieder – die meisten ehemalige Sozialdemokraten, die nach der Zwangsvereinigung von SPD und KPD zur SED 1946 in die SED übergetreten waren – ausgeschlossen. Im Zuge der sogenannten Field-Affäre ging man auch gegen hochgestellte Kommunisten vor: Reichsbahngeneraldirektor Willi Kreikemeyer wurde des Hochverrats beschuldigt – er kam im August 1950 in Stasi-Haft ums Leben. Leo Bauer, der Chefredakteur des Deutschlandsenders, wurde in einem Schauprozess durch ein sowjetisches Militärgericht als „US-Spion“ erst zum Tode verurteilt, dann zu 25 Jahren Lagerhaft in Sibirien begnadigt. Paul Merker, Staatssekretär im Landwirtschaftsministerium und Mitglied des Politbüros, wurde Ende 1952 verhaftet und 1955 als „zionistischer Agent“ zu acht Jahren Zuchthaus verurteilt. Diese Prozesse trugen, ähnlich wie auch der Slánský-Prozess in der Tschechoslowakei, antisemitische Züge. Das Neue Deutschland veröffentlichte gleichzeitig beißende Angriffe gegen angeblich „demoralisierte bürgerliche jüdische Nationalisten“. Hintergrund waren antisemitische Kampagnen in der Sowjetunion gegen „wurzellose Kosmopoliten“ und eine angebliche Verschwörung jüdischer Ärzte gegen Stalin.
Nach den Protesten vom 17. Juni wurde insbesondere dem MfS Versagen vorgeworfen. Es wurde zu einem „Staatssekretariat für Staatssicherheit (SfS)“ umgeformt und dem Innenministerium unterstellt. Wilhelm Zaisser wurde aus diesem Grund zuerst aus dem Zentralkomitee der SED und ein Jahr später auch aus der SED ausgeschlossen. Erst 1955 erhielt das MfS wieder Ministeriumsrang und bekam den Hauptverwaltung A genannten Auslandsgeheimdienst zugeordnet.
Während der gesamten 1950er Jahre wurden in zahlreichen „Säuberungen“ Parteimitglieder verhaftet, die während der NS-Zeit in westliche Länder emigriert waren, aber auch andere SED-Genossen wurden Opfer dieser Aktionen.
„Unzuverlässige“ Bürger, die in der Nähe der innerdeutschen Grenze wohnten, wurden 1952 mit der Aktion Ungeziefer zwangsweise ins Hinterland umgesiedelt. Auf ihrer Seite der innerdeutschen Grenze errichtete die DDR 1954 eine fünf Kilometer breite „Sperrzone“, einen 500 Meter breiten, mit Stacheldraht gesicherten „Schutzstreifen“ und einen zehn Meter breiten „Kontrollstreifen“.

### Von 1952 bis zum 17. Juni 1953

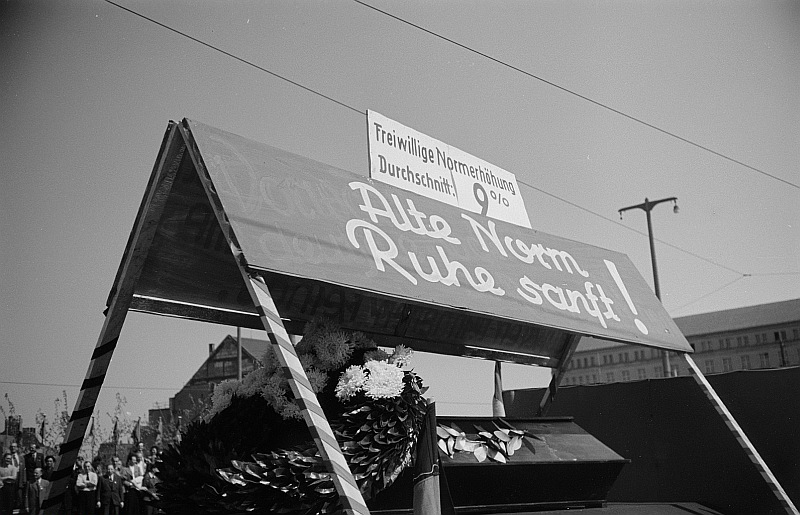
Freiwillige Normerhöhung
Durchschnitt: 9 %
Alte Norm Ruhe sanft!
Politische Losung am
1. Mai 1953 in Leipzig

1952 erklärte die DDR-Führung den „planmäßigen Aufbau des Sozialismus“ zur grundlegenden Aufgabe, trieb den Prozess der „Sowjetisierung“ der Gesellschaft voran und stärkte die Staatsmacht. In der Verwaltungsreform von 1952 wurden die fünf Länder in 15 Bezirke und 217 Kreise aufgeteilt. Außerdem stellte sie die verbliebene Mittelschicht in Frage: Insbesondere Bauern und kleine Handels- und Gewerbebetriebe sollten durch erhöhte Abgaben zur Aufgabe ihrer Selbstständigkeit gezwungen werden. Auch der Kurs gegenüber den Kirchen verschärfte sich.
Größere Privatunternehmen wurden enteignet und in Volkseigene Betriebe (VEBs) überführt, staatliche Beteiligungen an Privatbetrieben wurden ausgebaut. Nach dem Motto: „Von der Sowjetunion lernen heißt siegen lernen“ wurde der Schwerindustrie Priorität vor dem Ausbau der Konsumgüterindustrie eingeräumt. Auch in der Landwirtschaft begann die Kollektivierung, die Bauern, die zum Teil erst in der Bodenreform wenige Jahre zuvor ihr Land bekommen hatten, wurden nun gedrängt, in Landwirtschaftliche Produktionsgenossenschaften (LPGn) einzutreten.

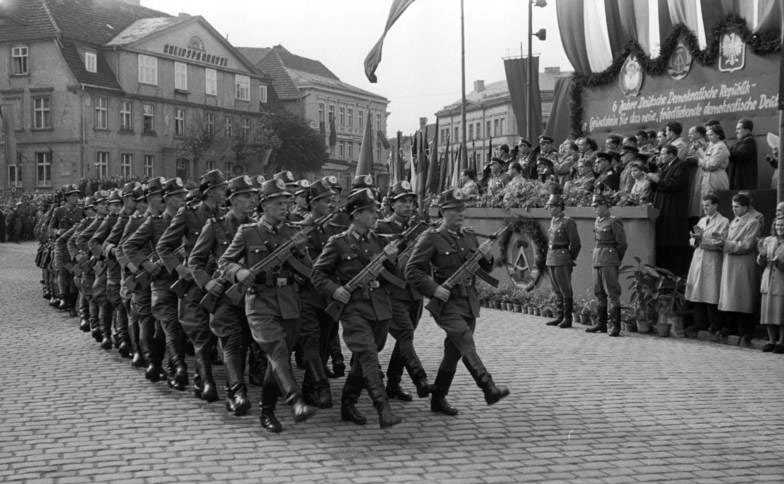
Vorbeimarsch der Volkspolizei zum 6. Jahrestag der DDR

Am 1. Juli 1952 begann die DDR mit der Einrichtung der Kasernierten Volkspolizei, eigene Streitkräfte aufzustellen.

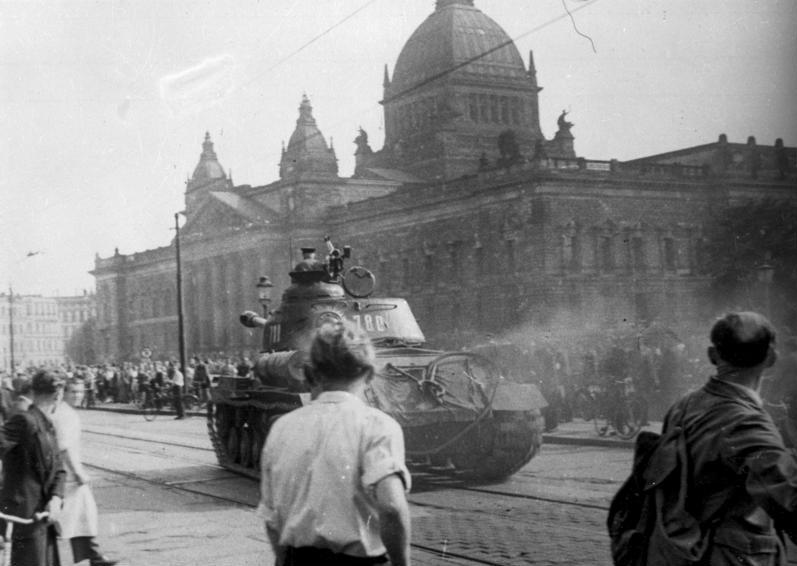
Sowjetischer IS-2-Panzer in Leipzig am 17. Juni 1953

Am 28. Mai 1953 beschloss das ZK der SED eine Erhöhung der Arbeitsnormen um 10,3 Prozent. Das Politbüro der KPdSU wies die SED daraufhin an, ihren starren und harten Kurs beim Aufbau des Sozialismus zu mildern. Das ZK der SED beschloss und verkündete am 11. Juni mit dem „Neuen Kurs“ zahlreiche Erleichterungen insbesondere für den bürgerlichen Mittelstand und die Bauern und nahm etliche Maßnahmen der letzten Monate zurück. Die Normerhöhung blieb bestehen. Am 16. Juni kam es daraufhin zu Streiks auf zwei Berliner Großbaustellen, dem Block 40 in der Stalinallee und dem Krankenhausneubau in Berlin-Friedrichshain, und einem gemeinsamen Protestzug zum DDR-Regierungssitz, denen am 17. Juni 1953 flächendeckende Proteste folgten, die von sowjetischen Truppen niedergeschlagen wurden. Laut heutigen Erkenntnissen kamen dabei etwa 50 Demonstranten und 5 Angehörige der Volkspolizei ums Leben. Die DDR-Führung bezeichnete den Aufstand als ein Werk „faschistischer Agenten ausländischer Mächte“.
Im Politbüro wurde der Aufstand der verfehlten Politik Ulbrichts angelastet, der am 8. Juli 1953 versprach zurückzutreten. Seit Stalins Tod am 5. März 1953 und der darauf einsetzenden Entstalinisierung hatten sich aber die Machtverhältnisse in der KPdSU geändert. Nach der Verhaftung von Geheimdienstchef Lawrenti Beria wurde Chruschtschow zum neuen starken Mann in Moskau. Er setzte auf eine Stabilisierung der Verhältnisse und stärkte Ulbricht den Rücken, dem es gelang, seine innerparteilichen Gegner Rudolf Herrnstadt und Wilhelm Zaisser mit den Machenschaften des gestürzten Beria in Verbindung zu bringen und so kaltzustellen. Eine erneute Parteisäuberung war die Folge.

### Abwanderung

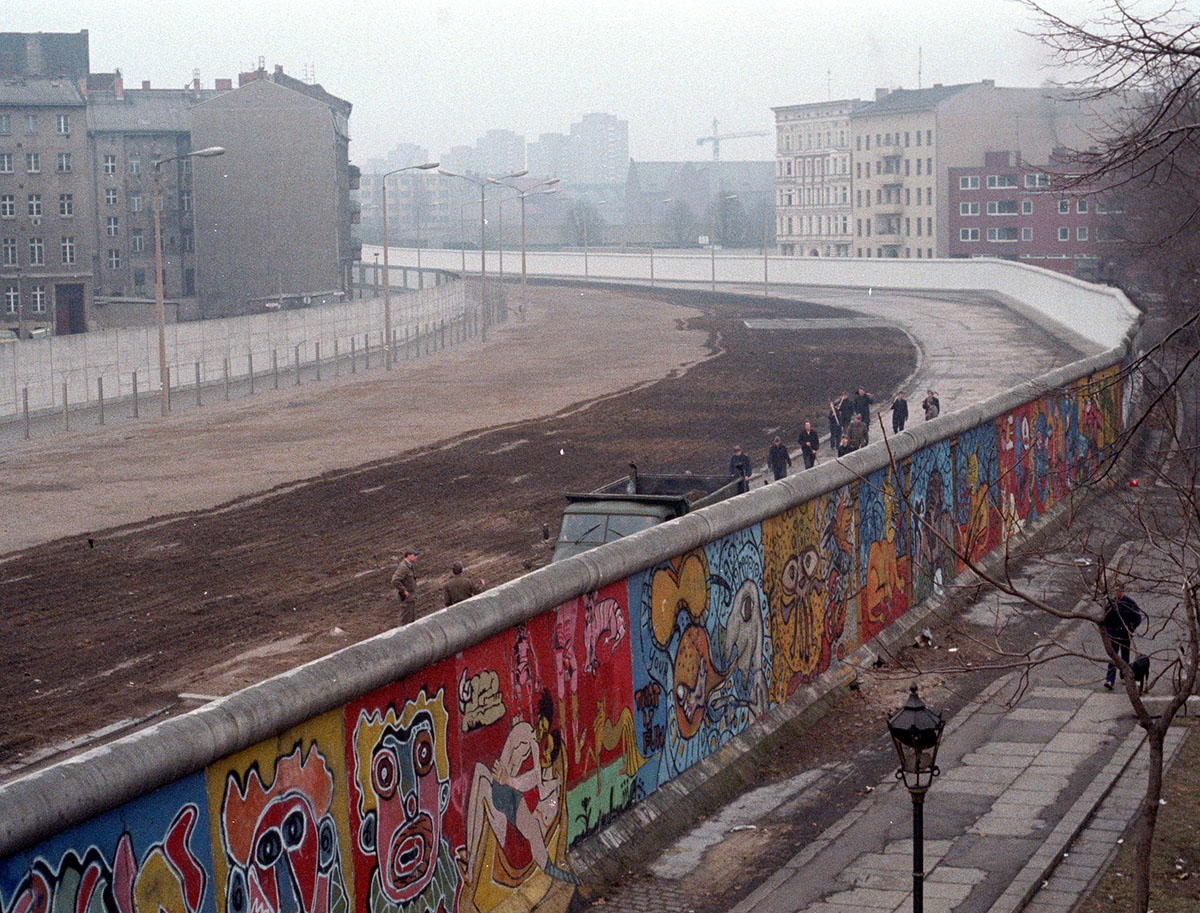
Die Berliner Mauer am Bethaniendamm

Nachdem weit über eine Million Menschen aus der DDR geflüchtet waren, wurde 1954 ein Passgesetz verabschiedet, das ein Verlassen der DDR ohne staatliche Genehmigung als „Republikflucht“ kriminalisierte.
Zum Jahr 1960 stieg die Zahl der Abwanderer weiter an – auch deshalb, weil viele Bauern dem Zwang zum Beitritt einer LPG entgehen wollten. Allein für den Monat September meldeten Westberliner Behörden 20.968 „SBZ“-Flüchtlinge. Bis 1961 hatten schließlich knapp drei Millionen Menschen die DDR seit ihrer Gründung verlassen. Da es sich dabei oft um gut ausgebildete Menschen handelte, bedrohte diese Abwanderung die Wirtschaftskraft der DDR und letztlich den Bestand des gesamten Staates. Ab dem 13. August 1961 wurde deshalb die Berliner Mauer aufgebaut, um eine weitere Abwanderung zu stoppen.

### Kirchenpolitik
Während die SMAD den Kirchen noch Zugeständnisse gemacht hatte, begann die DDR-Führung im Frühjahr 1953 einen härteren Kurs einzuschlagen, da diese sich gegen eine Instrumentalisierung wehrten. So ging sie vor allem gegen die Junge Gemeinde und Studentengemeinden sowie deren Mitglieder mit Relegierungen von Schulen und einzelnen Verhaftungen vor. Mit dem „neuen Kurs“ wurde der verschärfte Kirchenkampf zunächst unterbrochen, 1955 mit der Wiederbelebung der aus der Arbeiterbewegung stammenden traditionellen Jugendweihen ein Gegenstück zur kirchlichen Konfirmation geschaffen.

### Entstalinisierung

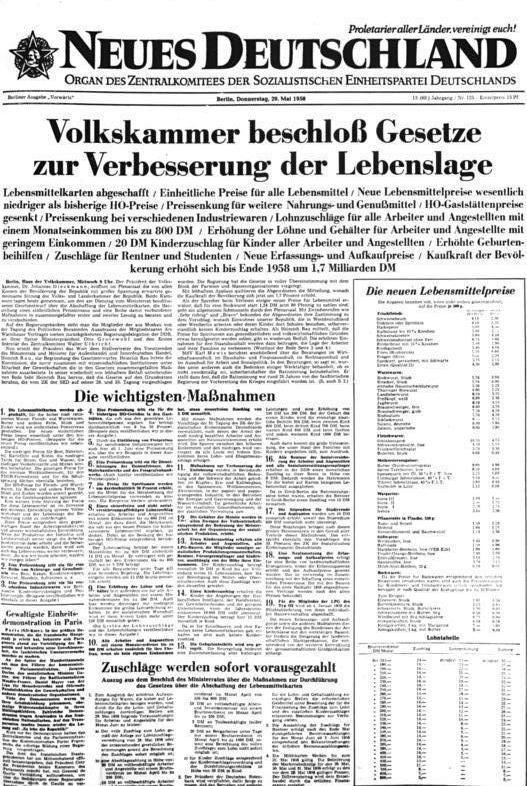
Titelseite der Ausgabe vom 29. Mai 1958 zur beschlossenen Lohnerhöhung und Abschaffung von Lebensmittelkarten

Nach Stalins Tod 1953 leitete dessen Nachfolger Nikita Sergejewitsch Chruschtschow auf dem XX. Parteitag der KPdSU 1956 mit seiner Geheimrede „Über den Personenkult und seine Folgen“ die Entstalinisierung ein. Dies überraschte und verwirrte die DDR-Führung: Bis vor dem Parteitag verteidigte und lobte sie Stalin und bemerkte den Politikwechsel erst spät. Ulbricht erkannte die Brisanz und passte seine Begrüßungsrede an die neuen Aussagen der sowjetischen Führer an. Sofort nach dem Parteitag versuchte die SED-Führung, ihren Mitgliedern die neuen „Lehren“ zu vermitteln. Ulbricht schrieb im Zentralorgan der SED, der Zeitung Neues Deutschland, Stalin sei kein „Klassiker des Marxismus-Leninismus mehr“ – nachdem er noch einen Monat zuvor das Gegenteil gesagt hatte. Auch wenn die SED die Frage der Entstalinisierung auf ihrem Parteitag nur am Rande behandelte, erschütterte diese das Weltbild der deutschen Kommunisten. Letztlich hatte sich die DDR zu keinem Zeitpunkt vollständig vom Stalinismus verabschiedet – und nachdem  ab 1985 im Zeichen von „Glasnost“ und „Perestroika“ antistalinistische Filme und Zeitschriftenbeiträge in der Sowjetunion zugelassen wurden, kam es deshalb auch zum Bruch mit dem bisherigen Vorbild.
Im Zuge der zaghaften Entstalinisierung wurden jedoch 25.000, vor allem politische Häftlinge entlassen und zahlreiche Politiker (Franz Dahlem, Anton Ackermann, Hans Jendretzky und andere) rehabilitiert.

## Stabilisierung 1961–1970

### Politische Führung
Am 21. September 1964 starb Otto Grotewohl, und Nachfolger als Vorsitzender des Ministerrates wurde Willi Stoph. Am 20. Februar 1967 verabschiedete die Volkskammer ein Gesetz über die Staatsbürgerschaft der DDR, die die bis dahin geltende deutsche Staatsbürgerschaft ablöste. Im April 1968 stimmten 94,5 Prozent der wahlberechtigten Bevölkerung für eine neue Verfassung, diese bestimmte die DDR als „sozialistischen Staat deutscher Nation“ und schrieb die führende Rolle der SED in der Verfassung fest.

### Deutschlandpolitik
Das Zentralkomitee der SED hatte bereits mehrere offene Briefe zur Lösung der Deutschlandfrage an die SPD und die Gewerkschaften in der Bundesrepublik gerichtet. Im Februar 1966 schlug die SED in einem offenen Brief an die SPD vor, ein gesamtdeutsches Gremium für die offene Aussprache zu schaffen. Die SPD zeigte sich für Gespräche aufgeschlossen, machte aber zur Voraussetzung, dass eine Aussprache aller Parteien in beiden Teilen Deutschlands eingeleitet würde („Redneraustausch“). Da die SED von dieser Reaktion und den Diskussionen in der DDR überrascht und schockiert war, sagte sie zunächst vorgeschlagene Gespräche wieder ab. Nach der Bildung der Großen Koalition in der Bundesrepublik Deutschland (Kabinett Kiesinger ab 1. Dezember 1966, Willy Brandt wurde Außenminister) änderte die SED-Führung ihre Konzeption in der Deutschlandfrage insgesamt und ging gegenüber der beweglicheren Ostpolitik von Willy Brandt in die Defensive. Sie fürchtete, ein offener Dialog mit Westdeutschland könnte auf die DDR-Bevölkerung übergreifen, wie es am Rande des Erfurter Gipfeltreffens 1970 zu erleben war. Nach der Hallstein-Doktrin Westdeutschlands war es jetzt die DDR-Führung, die versuchte, andere (sozialistische) Staaten von einer Anerkennung der Bundesrepublik Deutschland abzuhalten.

### Grenzsicherung

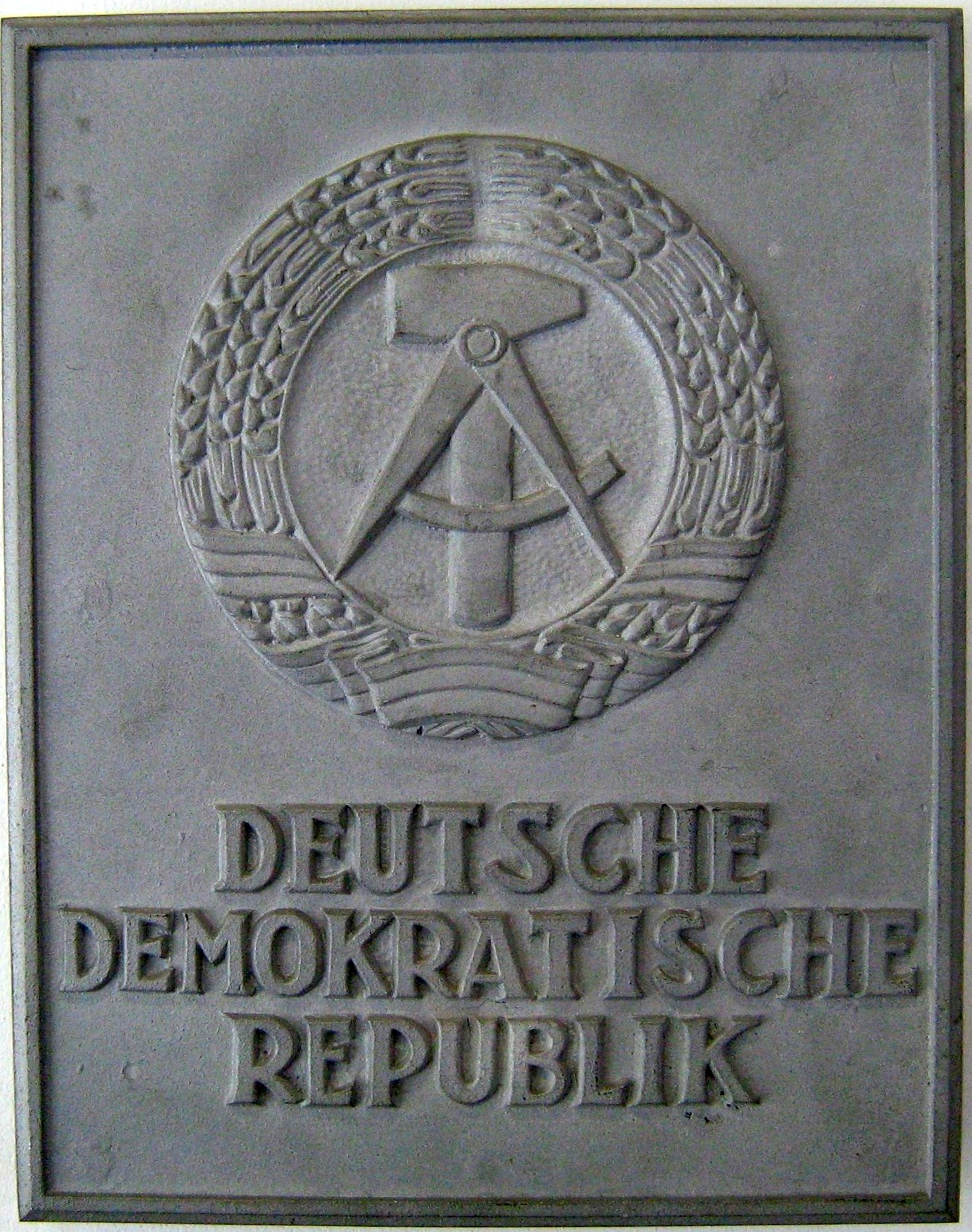
Staatsschild der DDR

Nach dem Mauerbau wurde die Anwendung der Schusswaffe gegen Flüchtlinge befohlen (Schießbefehl). In den nächsten Monaten kam es zu kleineren Schusswechseln zwischen west- und ostdeutscher Grenzpolizei, nachdem Grenztruppen der DDR die ersten Flüchtlinge an der Grenze erschossen hatten. Ab 1961 verminte die DDR ihre Seite der innerdeutschen Grenze.

### Verteidigungspolitik
Am 24. Januar 1962 führte die DDR die Wehrpflicht ein, um so den Personalbedarf der 1956 gegründeten und 85.000 Mann starken Nationalen Volksarmee (NVA) besser decken zu können. Der Druck der Kirchen bewirkte, dass die DDR 1964 den Wehrdienst ohne Waffe als Bausoldat einführte.
Über dem Territorium der DDR und insbesondere in den Luftkorridoren nach West-Berlin kam es öfter zu kleineren Konflikten zwischen westlichen und sowjetischen Kampfflugzeugen. 1962 bedrängten sowjetische Jagdflugzeuge Militärtransporter der Westalliierten, in denen unter anderem auch der britische Botschafter saß. 1964 wurde eine US-Maschine über Thüringen abgeschossen.
Am 20./21. August 1968 unterstützten NVA-Truppen logistisch die Truppen der Sowjetunion bei der Niederschlagung des Prager Frühlings, marschierten selbst jedoch nicht in die Tschechoslowakei ein.

### Wirtschaftspolitik

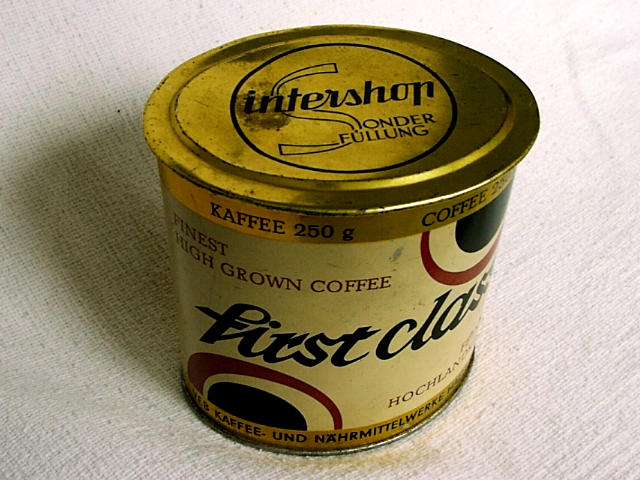
Kaffeedose „first class Feinster Hochlandkaffee“, Intershop-Sonderfüllung, VEB Kaffee- und Nährmittelwerke Halle/Saale.

In den 1960er Jahren zwangen eine Wirtschaftskrise und Diskussionen in der Sowjetunion die SED, ihre Wirtschaftspolitik zu ändern. Das „Neue Ökonomische System der Planung und Leitung der Volkswirtschaft“ (NÖSPL) wurde eingeführt. Es ermöglichte den Vereinigungen der Volkseigenen Betriebe (VVB) – vergleichbar den späteren Kombinaten – eine größere Selbstverwaltung und räumte den Arbeitern eine „Arbeitermitverantwortung“ ein, um Leistungsreserven zu erhöhen und Initiativen zu wecken. Durch eine Selbstständigkeit der einzelnen Volkseigenen Betriebe (VEB) in der Material- und Kreditbeschaffung, bei Aktivitäten im Außen- und Binnenhandel und größere Vollmachten bei der Preis- und Absatzgestaltung wollte sie das System flexibler gestalten. Der Lebensstandard stieg daraufhin an, der Abstand zur Bundesrepublik blieb bestehen.
1966 ging das Kernkraftwerk Rheinsberg (70 MW) als erstes Kernkraftwerk der DDR ans Netz.
Als sich ein erster Mangel an Devisen aus dem „Nichtsozialistischen Wirtschaftsgebiet“ (NSW) bemerkbar machte, wurde 1962 die Intershop-Handelsorganisation gegründet. In diesen Geschäften konnten nur Ausländer mit Devisen bezahlen, dafür konnten diese allerdings Produkte kaufen, die es für die offizielle Währung Mark der DDR gar nicht oder nur in minderer Qualität zu kaufen gab. Insgesamt waren die Artikel deutlich günstiger als vergleichbare Produkte in Westdeutschland.
Da die Devisenknappheit weiter zunahm, baute Alexander Schalck-Golodkowski ab 1964 die Abteilung „Kommerzielle Koordinierung“ (KoKo) innerhalb des Ministeriums für Außenhandel auf, die mit allen legalen und häufig auch illegalen Methoden zusätzliche Devisen beschaffen und bestehende Embargos gegen die DDR umgehen sollte.

### Kulturpolitik
Das 11. Plenum des ZK der SED fand vom 15. bis zum 18. Dezember 1965 statt. Im Vorfeld waren vielen Beatbands die Lizenzen entzogen worden, weil sie „dekadente westliche Musik“ spielten. Gegenreaktionen von Jugendlichen, besonders der Beataufstand in Leipzig, begriff die SED als Gefährdung ihrer Macht. Unter der Wortführung von Erich Honecker wurde den Künstlern der DDR u. a. „Nihilismus“, „Skeptizismus“ und „Pornographie“ vorgeworfen, aber auch das „Versagen“ der Kontrollgremien wurde angeprangert. Für die „Ausschreitungen“ in Leipzig seien Filme, Fernsehsendungen, Romane und Theatervorstellungen verantwortlich. Zwölf DEFA-Spielfilme wurden verboten und in der Produktion befindliche Filmprojekte abgebrochen, Bücher, Theaterstücke und Fernsehproduktionen aus dem Verkehr gezogen und Schriftsteller und Musiker erhielten Arbeits- und Auftrittsverbote. Als einzige Teilnehmerin übte Christa Wolf Kritik an der Veranstaltung. Sie betonte, dass nicht die Literatur an der Unmoral der Jugend schuld sei, sondern „eine Leere, in die unsere mangelnde geistige offensive Anziehungskraft Teile der Jugend geführt hat, durch die Hohlräume entstanden sind, in die jetzt selbstverständlich fremde, feindliche Ideologien eindringen“. Das 11. Plenum ging als „Kahlschlagplenum“ in die Geschichte der DDR ein.

## Stabilität und Krise 1971–1980

### Ende der Ära Ulbricht
Nach Streitigkeiten mit Teilen der Parteiführung im Bereich der Wirtschafts- und Außenpolitik 1970 wurde Ulbricht gezwungen, „aus gesundheitlichen Gründen“ von fast allen Ämtern zurückzutreten. Am 3. Mai 1971 endete damit die Ära Ulbricht, und Erich Honecker wurde als dessen Nachfolger zum Ersten Sekretär des ZK der SED gewählt. Der Wechsel an der Spitze bedeutete für die Entwicklung der DDR einen tiefen Einschnitt.
Nach dem Rücktritt von Ulbricht wurde die Ulbricht-Periode systematisch aus der offiziellen Geschichtsschreibung verdrängt und alle Veränderungen nach seinem Abgang stark betont. Sein Name tauchte in der Öffentlichkeit kaum noch auf.
Das politische Ziel einer Wiedervereinigung Deutschlands (zu einem sozialistischen Gesamtdeutschland) wurde endgültig aufgegeben, sämtliche Hinweise darauf aus der Verfassung gestrichen und bei vielen Organisationen und Institutionen die Kennzeichnung „Deutschland“ durch „DDR“ ersetzt. So wurde zum Beispiel der Deutsche Fernsehfunk in Fernsehen der DDR umbenannt und als Autokennzeichen „DDR“ statt „D“ (für Deutschland) vorgeschrieben. Um die psychologische und emotionale Bindung an die deutsche Kultur dennoch zu berücksichtigen, prägte Honecker die Formel: „Staatsangehörigkeit: DDR, Nationalität: deutsch“.

### Schwangerschaftsabbruch
Am 9. März 1972 beschloss die Volkskammer das Gesetz über die Unterbrechung der Schwangerschaft.

### Einheit von Wirtschafts- und Sozialpolitik

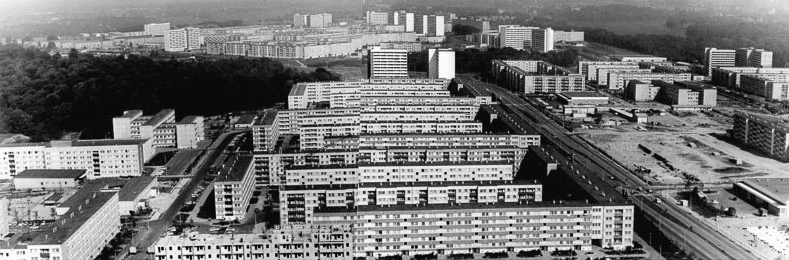
Plattenbausiedlung in Schwerin 1982

Honeckers Amtszeit wurde durch einen Beschluss der SED gekennzeichnet, der die „Einheit von Wirtschafts- und Sozialpolitik“ zur neuen Hauptaufgabe bestimmte. Unter Ulbricht hatten bis 1971 der Aufbau und die Weiterentwicklung der ökonomischen Basis auch unter Berücksichtigung systemtheoretischer und technologischer Innovationen und wirtschaftlicher Erfordernisse im Vordergrund der Wirtschaftspolitik gestanden. Nach den Beschlüssen des VIII. Parteitags der SED erfolgte 1971 ein politischer Paradigmenwechsel. Mittels einer forcierten Erhöhung des Lebensstandards und der Kaufkraft sollte die Zufriedenheit der Bevölkerung gesteigert und letztlich die Arbeitsproduktivität erhöht werden. Ein Kernstück dieser Idee war ein Wohnungsbauprogramm, das das dringende Wohnungsproblem bis 1990 lösen sollte und vor allem zum Entstehen großer Neubaugebiete mit für damalige Verhältnisse komfortablen Wohnungen in vielen Städten der DDR führte. Bis 1980 wurden 700.000 bis 800.000 Wohnungen errichtet oder modernisiert und bis 1990 nach offiziellen Angaben insgesamt 3 Millionen Wohnungen in Plattenbauweise hergestellt. Später stellte sich jedoch heraus, dass die DDR-Regierung diese Zahlen stark geschönt hatte und tatsächlich nur 1,92 Millionen Plattenbau-Wohneinheiten errichtet worden waren. Der damit verbundene Verfall und Abriss von Altbauten, deren Sanierung für die DDR zu teuer war, führte zu einer Verödung der Innenstädte.
Ein weiterer Schwerpunkt von Honeckers Wirtschaftspolitik war die Beschaffung von westlichen Produktionsanlagen für Export- und Konsumgüter. Diese Investitionen wurden durch Kredite bei westlichen Banken finanziert und sollten sich plangemäß ab Ende der 1970er Jahre bezahlt machen.
Diese Änderung der Wirtschaftspolitik verursachte erstmals hohe Auslandsschulden gegenüber dem nichtsozialistischen Wirtschaftsgebiet, nach Ansicht einiger Autoren der „Anfang vom Ende“ der DDR.
Hauptenergiequelle der DDR war die heimische Braunkohle, die zum Heizen der Wohnungen und zur Stromerzeugung verwendet wurde. Das sowjetische Erdöl war dafür zu kostbar, da es teuer bezahlt werden musste und als veredeltes Endprodukt die wichtigste Devisenquelle war. Als am Silvestertag 1978 die Temperatur innerhalb kurzer Zeit um 20 Grad fiel, zeigte sich eine Schwäche dieser Abhängigkeit: Die mit viel Schneefall verbundene Kältewelle stoppte den Braunkohletagebau. Da es kaum Vorräte gab, bedeutete dies den Stillstand eines großen Teils der Wirtschaft für 14 Tage.

### Kulturpolitik
Durch eine liberalere Haltung gegenüber den Künstlern und Intellektuellen wollte die SED-Führung die Kluft zwischen Bevölkerung und Führung überbrücken. Dies änderte sich abrupt 1976 durch die Ausbürgerung von Wolf Biermann. Dieser Vorgang löste energische Proteste aus und führte zu einer Unterschriftensammlung bei namhaften Künstlern und Schriftstellern – für die SED ein ungeheuerlicher Akt. Zahlreiche prominente Unterzeichner wurden anschließend unter Druck gesetzt und so zur Ausreise in die Bundesrepublik getrieben, einige auch verhaftet. 1979 eskalierte die Auseinandersetzung und führte zum Ausschluss von zahlreichen berühmten Mitgliedern wie Stefan Heym aus dem Deutschen Schriftstellerverband.

### Außenpolitik

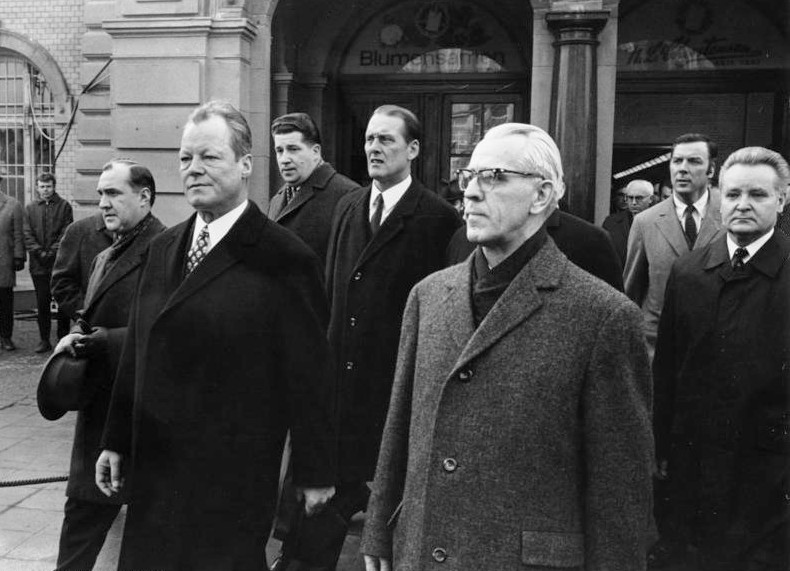
Erstes Treffen zwischen dem deutschen Bundeskanzler (Willy Brandt, links) und dem Vorsitzenden des Ministerrates der DDR (Willi Stoph), Erfurt 1970

Unter Erich Honecker wurden sowohl die Führungsrolle der Sowjetunion als auch das sowjetische Modell von der SED wieder als verbindlich angesehen. Die Beziehungen zwischen der DDR und der Sowjetunion verbesserten sich daraufhin. Beide Staaten schlossen 1975 einen neuen Freundschafts- und Beistandsvertrag ab, der die DDR in eine rechtlich noch größere Abhängigkeit von der Sowjetunion brachte.
Nach der Unterzeichnung des Berlinabkommens durch die Vier Mächte (Frankreich, Großbritannien, Sowjetunion und USA) im September 1971 schloss die DDR mit der Bundesrepublik Deutschland zahlreiche Verträge. Im Dezember wurde das Transitabkommen unterzeichnet, um Westdeutschen die Fahrten von und nach West-Berlin zu erleichtern. Ein Jahr später folgte die Unterzeichnung des Grundlagenvertrags, der die Souveränität und die Grenzen der DDR anerkannte. Da die Bundesrepublik Deutschland mit ihrer neuen Ostpolitik den Widerstand gegen eine internationale Aufwertung der DDR aufgab, änderte sich die außenpolitische Situation der DDR grundlegend. Bereits im Dezember 1972 hatten 20 Staaten Diplomaten mit der DDR ausgetauscht (unter anderem Iran, Schweden, Schweiz, Österreich). Auch mit den USA konnten diplomatische Beziehungen vereinbart werden. Bis 1978 hatten insgesamt 123 Regierungen in aller Welt die DDR völkerrechtlich anerkannt, und damit war die wichtigste Phase ihrer Außenpolitik erfolgreich abgeschlossen.
Die DDR zog im September 1973 gleichzeitig mit der Bundesrepublik Deutschland in die UNO ein und beteiligte sich im gleichen Jahr an der Konferenz über Sicherheit und Zusammenarbeit in Europa (KSZE). Dadurch verpflichtete sie sich auch zur Einhaltung der Menschenrechte. Mehr und mehr Bürger forderten daraufhin die Einhaltung der Zusagen und stellten Anträge auf Ausreise in die Bundesrepublik.

### Staatssicherheit
1973 akkreditierte die DDR zum ersten Mal Korrespondenten von ARD, ZDF sowie von Zeitungen und Zeitschriften aus der Bundesrepublik Deutschland. Sie durften sich innerhalb gewisser Grenzen frei bewegen, wurden dabei aber vom MfS überwacht. Viele Reportagen und Interviews wurden vom MfS inszeniert.
Im Zuge der Verbesserung der Beziehungen wurde auch der Häftlingsfreikauf zunehmend organisierter geregelt. Dabei bezahlte die Bundesrepublik der DDR eine bestimmte Summe Devisen oder Waren, um im Gegenzug politische Gefangene freizukaufen, die anschließend in die Bundesrepublik ausgebürgert wurden.
1971 ließ die DDR die Sperrzonen an der innerdeutschen Grenze auflösen oder verkleinern, baute gleichzeitig jedoch Selbstschussanlagen auf, die auf ihren Grenzstreifen gerichtet waren.

## Krise und Ende 1981–1990

### Finanzkrise
Insbesondere durch die hohen Kosten des Wettrüstens wurde die wirtschaftliche Lage der Sowjetunion 1981 zunehmend kritisch. Sie wurde gezwungen, die Preise für Rohöl zu erhöhen und die Lieferungen von 19 Millionen Tonnen auf 17 Millionen Tonnen zu drosseln. In der DDR brach dadurch eine der wichtigsten Devisenquellen förmlich zusammen, da die DDR Rohöl aus der UdSSR gegen Warenlieferungen bezog und die daraus gewonnenen Raffinerieprodukte gegen Devisen im Westen vermarktete. Dies führte dazu, dass sie 1982 erstmals fällige Kredite und Zinszahlungen zum größten Teil nur mit neuen Krediten ablösen konnte und es zu Problemen mit westlichen Kreditinstituten kam. 1983 kam es daraufhin zu Verhandlungen zwischen der Bundesrepublik und der DDR mit dem Ergebnis, dass die Bundesregierung die Bürgschaft für insgesamt zwei vom bayerischen Ministerpräsidenten Franz Josef Strauß (CSU) vermittelte Kredite über jeweils eine Milliarde D-Mark für die DDR übernahm, um damit deren Stabilität zu bewahren. Im Gegenzug baute die DDR die Selbstschussanlagen an der innerdeutschen Grenze ab und erleichterte Westdeutschen die Reise in die DDR.
Gegen Ende der 1980er Jahre wurde der wirtschaftliche Verfall der DDR-Wirtschaft zunehmend sichtbar. Bereits seit langer Zeit zehrte sie nur noch von ihrer Substanz, da sie Neuinvestitionen oder Reparaturen nicht mehr finanzieren konnte. Insbesondere die hohen Kosten der Mikroelektronik (hier gab es noch immer Handelsbeschränkungen seitens der westlichen Staaten) und des Wohnungsbauprogramms sowie der restlichen Sozialausgaben führten schließlich 1989 in eine kritische wirtschaftliche Situation. Reformvorschläge von Gerhard Schürer, dem Chef der Plankommission, wurden von Erich Honecker und Günter Mittag abgelehnt, und letztlich war vor allem aufgrund der ökonomischen Krise eine Destabilisierung des Regimes nicht mehr aufzuhalten. Die DDR-Führung war zu verstärkten Verhandlungen mit der Bundesrepublik gezwungen, die sich immer einseitiger zu Gunsten dieser gestalteten.

### Rechtsextremismus
Die DDR hatte 1968 im Artikel 6 ihrer Verfassung erklärt, „auf ihrem Gebiet den deutschen Militarismus und Nazismus ausgerottet“ zu haben. Bis zum Beginn der 1980er Jahre gab es in der DDR keine offen auftretende rechtsextreme Szene. Die ersten Skinheads waren nur schwach untereinander organisiert. Das änderte sich etwa 1983, als rechte Gruppen junger Menschen regelmäßig Fußballspiele aufmischten. Neben den offen brutal auftretenden Skinheads bildete sich eine äußerlich unauffällige, viel besser organisierte Gruppe von „Faschos“, die die eigentliche neofaschistische Ideologie in der DDR transportierten. Beide Ausprägungen bezogen ihre Identität aus dem Prinzip der Gewalt und einer überlegenen Herrenrasse, lehnten die DDR und Bundesrepublik ab, verbreiteten Hassparolen gegen Linke, Ausländer und Juden und diffamierten diese öffentlich. Es bestanden Verbindungen zur rechten Szene und zur NPD in der Bundesrepublik. Die DDR-Führung war auf die neue Rechte nicht vorbereitet und stempelte größere Ausschreitungen als Werk des „kapitalistischen Westens“ ab. Die Justiz wendete den für viele rechte Straftaten greifenden § 220 StGB („Öffentliche Herabwürdigung der staatlichen Ordnung“) nur selten an. In den für die sozialistische Schulung der Jugend zuständigen Ordnungsgruppen der FDJ fanden sich viele Sympathisanten mit dem rechten Gedankengut. Zudem wuchs der Rückhalt in der Bevölkerung. In der Wendezeit und den Jahren danach trat die Gewalt noch offener zutage; es gab Morde an Ausländern, die Ausschreitungen in Hoyerswerda bildeten den Auftakt für eine ganze Serie rassistisch motivierter Straftaten, und rechtsradikale Gruppen kontrollierten mancherorts ganze Stadtteile. Der Bericht des Untersuchungsausschusses 2014 zum NSU-Terror sah in der fehlenden Aufarbeitung des Rechtsextremismus der DDR eine Ursache für das Versagen des Thüringer Landesamts für Verfassungsschutz bei diesen Mordserien.

### Glasnost und Perestroika in der Sowjetunion

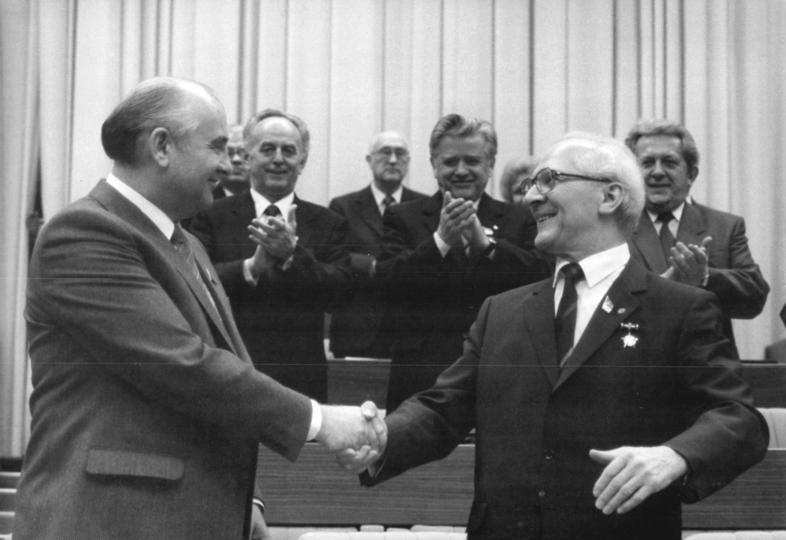
Michail Gorbatschow und Erich Honecker auf dem XI. Parteitag der SED im April 1986

In der Sowjetunion wurde 1985 Michail Sergejewitsch Gorbatschow zum Generalsekretär der Kommunistischen Partei gewählt. Als De-facto-Herrscher der Sowjetunion versuchte er den Verfall des Kommunismus durch die Einführung von Glasnost (Offenheit) und Perestroika (Umstrukturierung) aufzuhalten. 1988 verkündete er die Aufhebung der Breschnew-Doktrin und erlaubte den osteuropäischen Staaten damit eine von der Sowjetunion unabhängige demokratische Entwicklung.
Die DDR lehnte diese Politik ab und ging auf Distanz zur Sowjetunion. 1987 fehlten im Neuen Deutschland beim Abdruck einer Rede Gorbatschows die Abschnitte mit dessen scharfer Kritik an seinen Amtsvorgängern. Im selben Jahr nahm Kurt Hager, ein Mitglied des SED-Politbüros, in einem Interview mit dem westdeutschen Nachrichtenmagazin Stern zu den Reformen in der Sowjetunion Stellung mit den Worten: „Würden Sie, nebenbei gesagt, wenn Ihr Nachbar seine Wohnung neu tapeziert, sich verpflichtet fühlen, Ihre Wohnung ebenfalls neu zu tapezieren?“. Zahlreiche sowjetische Zeitungen und Filme wurden in der DDR verboten: unter anderem die Monatszeitschrift „Sputnik“, einzelne Ausgaben der „Neuen Zeit“ und fünf antistalinistische Filme.
1988 erklärte Honecker offiziell die Ablehnung der sowjetischen Reformpolitik.

### Ausreisewelle
1984 siedelten ungewöhnlich viele (40.900) Personen in die Bundesrepublik um. Zahlreiche Ausreisewillige flüchteten in die deutsche Botschaft in Prag oder die Ständige Vertretung der Bundesrepublik in Ost-Berlin, um eine schnellere Bearbeitung ihrer Ausreiseanträge zu erzwingen, kehrten nach entsprechenden Zusagen jedoch wieder zurück.
Am 2. Mai 1989 begann die Volksrepublik Ungarn ihre Grenzanlagen zu Österreich medienwirksam abzubauen. In der Folge versuchten Hunderte von DDR-Bürgern in kleinen Gruppen über die noch immer bewachte ungarische Grenze in den Westen zu gelangen. Am 19. August 1989 nutzten dann beim Paneuropäischen Picknick in der Nähe der ungarischen Stadt Sopron zwischen 600 und 700 DDR-Bürger die Gelegenheit zur Flucht nach Österreich. Gegenwärtige ungarische Grenzorgane schritten dabei nicht ein.
Ende August 1989 begannen in Bayern Vorbereitungen zur Errichtung von Notaufnahmelagern. Gleichzeitig begaben sich viele DDR-Bürger in die Botschaften der Bundesrepublik in Budapest, Prag und Warschau und die Ständige Vertretung der Bundesrepublik Deutschland bei der DDR, um an bundesdeutsche Reisepapiere zu gelangen. Letztendlich mussten die Botschaften im August/September wegen Überfüllung geschlossen werden. Dies führte dazu, dass die DDR auch die Grenzen zur Tschechoslowakei und Polen für die Ausreise von DDR-Bürgern schloss. Am 23. August 1989 durften die Flüchtlinge in Budapest, am 30. September 1989 in Prag und Warschau in die Bundesrepublik ausreisen. Diese wurden Anfang Oktober mit Sonderzügen über DDR-Gebiet, wo man ihnen in den Zügen die DDR-Papiere abnahm und sie offiziell ausbürgerte, in die Bundesrepublik gefahren. Während der Durchfahrt durch abgesperrte Bahnhöfe versuchten DDR-Bürger auf die Züge aufzuspringen. Auf dem Hauptbahnhof Dresden lieferten sich Demonstranten und Sicherheitskräfte gewalttätige Auseinandersetzungen.
Im September 1989 ließ die damalige Regierung Ungarns etwa 30.000 Ausreisewillige ohne Absprache mit der DDR ausreisen. Seit dem 3. November 1989 durften DDR-Bürger wieder ohne Formalitäten über die ČSSR ausreisen; es kam zu einer erneuten Ausreisewelle.

### Bürgerrechtsbewegung

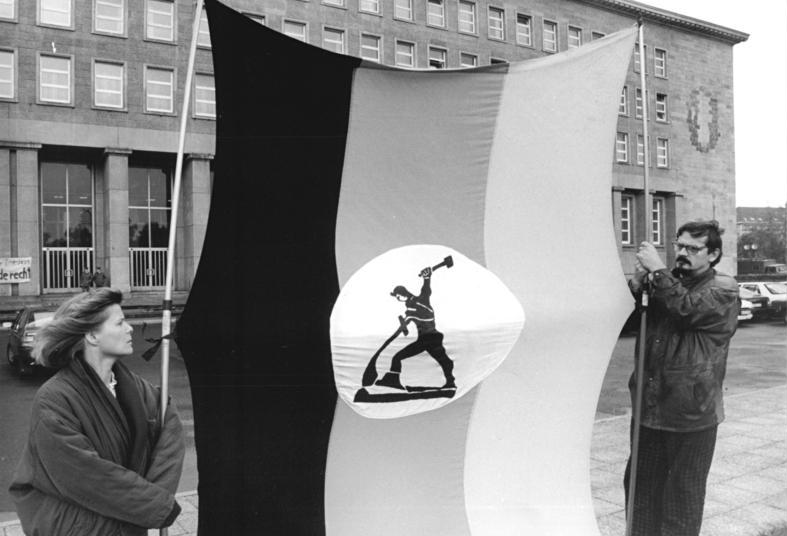
„Schwerter zu Pflugscharen“ statt „Hammer und Zirkel“

Schon Anfang der 1970er, verstärkt ab Ende der 1970er Jahre entstanden die ersten Friedensgruppen. Maßgebliche Impulse dafür gaben die Wehrdienstverweigerer, die des Öfteren dem Repressionsapparat der DDR ausgesetzt waren. Unter dem schützenden Dach der Kirche organisierten sich Diskussionszirkel, die sich mit Menschenrechtsverletzungen und Abrüstungsforderungen auseinandersetzten. Die ersten Friedenszirkel fanden 1972/1973 in Königswalde und Meißen statt. Eines der bekanntesten Seminare der Bürgerrechtsbewegungen, „Konkret für den Frieden“, startete mit einer Beteiligung von 37 Friedensgruppen und 130 Teilnehmern in Berlin und vertrat 1988 über 250 Gruppen aus der gesamten DDR. Diese Gruppen erhielten im Laufe der Jahre Aufmerksamkeit in der Bevölkerung und waren ein Triebmotor für die Entstehung der breiten oppositionellen Basis in den 1980er Jahren. Seit 1980 verwendete die Friedensbewegung in der DDR das Symbol Schwerter zu Pflugscharen, das ein Bibelzitat aus dem Michabuch (Mi 4,3 ) mit einer von der Sowjetunion errichteten Skulptur verband. Im Frühjahr 1982 kam es deswegen zu massiven Auseinandersetzungen zwischen Jugendlichen und den Evangelischen Kirchen einerseits und staatlichen Stellen andererseits.
Am 24. November 1987 stürmten Mitarbeiter des MfS die Räume der Umwelt-Bibliothek in der Zionsgemeinde in Berlin und nahmen dort Mitarbeiter fest, die mit der Herstellung einer Zeitschrift, der „Umweltblätter“, beschäftigt waren. Erwartet wurde der Druck der IFM-Zeitung „Grenzfall“, deren Herstellung nicht den Aufdruck „Nur für den innerkirchlichen Dienstgebrauch“ trug.
Auf zunehmendes Drängen von Kirchgemeindegliedern und kirchlichen Basisgruppen seit Mitte der 80er Jahre erarbeiteten in den Jahren 1988 und 1989 alle Kirchen und kirchliche Gemeinschaften der DDR gemeinsam im Rahmen der „Ökumenischen Versammlung für Gerechtigkeit, Frieden und Bewahrung der Schöpfung“ einen Katalog von notwendigen gesellschaftspolitischen Veränderungen.
Am 17. Januar 1988 fanden auf der Gedenkdemonstration für Rosa Luxemburg und Karl Liebknecht Proteste unter der Losung eines Zitats von Rosa Luxemburg („Freiheit ist immer die Freiheit des Andersdenkenden“) statt. Die Sicherheitskräfte verhafteten vor laufenden Fernsehkameras westlicher Journalisten zahlreiche Demonstranten; in den darauf folgenden Tagen wurden zahlreiche Aktivisten der DDR-Opposition verhaftet. Es kam in der ganzen DDR zu Solidaritätsveranstaltungen. Durch das Quasi-Verbot der Zeitschrift Sputnik wurde die Stimmung weiter angeheizt.
Während man sich in der Sowjetunion bei den Wahlen zum ersten Volksdeputiertenkongress zum ersten Mal zwischen mehreren Kandidaten entscheiden konnte, stand in der DDR bei den Kommunalwahlen im Mai 1989 weiterhin nur die Einheitsliste zur Auswahl. Als offizielles Ergebnis wurde 98,85 Prozent angegeben. Zum ersten Mal konnten zahlreiche Regimekritiker eine Fälschung der Ergebnisse beweisen. Es kam in der Folge zu zahlreichen Demonstrationen, die von Volkspolizei und MfS aufgelöst wurden. Gorbatschow lehnte eine Intervention von Sowjet-Truppen gegen mögliche Unruhen ab. Honecker reagierte auf diese Demonstrationen im August 1989 mit dem Spruch „Den Sozialismus in seinem Lauf, hält weder Ochs noch Esel auf“. Zunehmend zeigte die Parteiführung ihre Unfähigkeit, die Realität in der DDR und drängende Probleme zu erkennen oder darauf zu reagieren.

### Wende

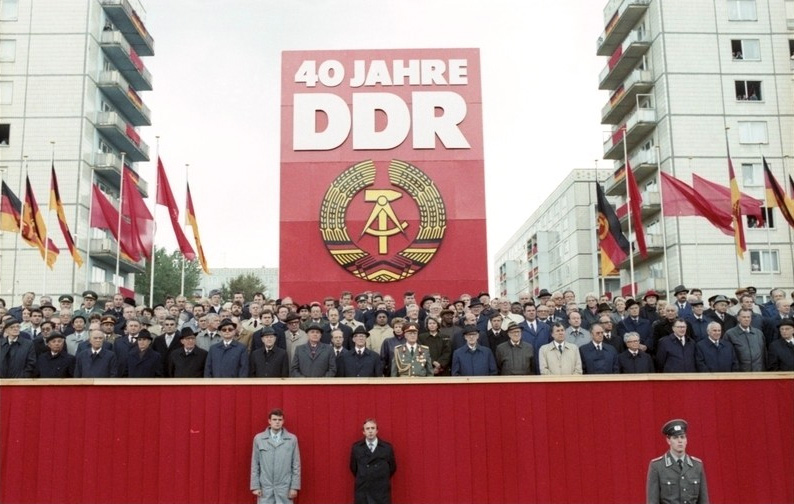
Feierlichkeiten am 7. Oktober 1989, dem 40. Jahrestag der DDR

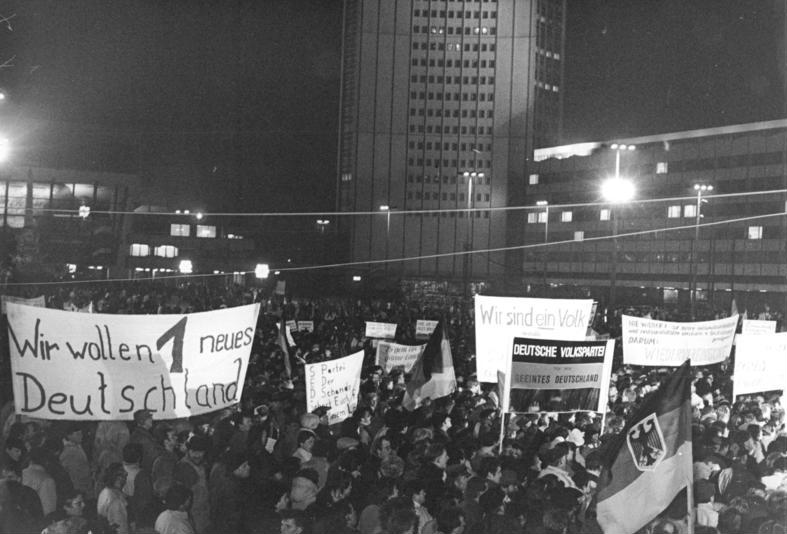
Montagsdemonstration am 8. Januar 1990 in Leipzig

Seit dem 4. September 1989 fanden in Leipzig wöchentlich Montagsdemonstrationen nach dem Friedensgebet statt. Am Rande der Feierlichkeiten zum 40. Jahrestag der DDR am 7. Oktober 1989 gab es im ganzen Land Proteste. Am 9. Oktober 1989 hörte man auf der Leipziger Montagsdemonstration mit 70.000 Teilnehmern den Ruf „Wir sind das Volk“. Auf der Sitzung des SED-Politbüros vom 17. Oktober 1989 wurde Honecker zum Rücktritt von allen Ämtern gezwungen; am 18. Oktober wurde Egon Krenz zu seinem Nachfolger ernannt. Am 4. November 1989 kam es auf dem Berliner Alexanderplatz mit etwa einer Million Teilnehmern zur größten Demonstration in der Geschichte des Staates, sie wurde vom Fernsehen live übertragen.
Im Herbst 1989 gründeten sich eine ganze Reihe neuer oppositioneller Bürgerbewegungen und Parteien, die öffentliche Diskussion und eine Reform der Gesellschaft forderten, die bekannteste Gruppe war das Neue Forum. Die Bedeutung der Opposition wurde am 27. Oktober 1989 durch die Forderung von Demokratie Jetzt nach einer Volksabstimmung über die führende Rolle der SED deutlich, die in der Anmahnung eines Runden Tisches mündete (siehe dazu auch: Gründungen von Initiativen und Parteien vor und nach der Revolution).
Am 7. November 1989 traten die Regierung und das Politbüro zurück. Am Abend des 9. November 1989 verlas Günter Schabowski vor laufenden Fernsehkameras, dass sofort und unverzüglich Privatreisen ins Ausland ohne Vorliegen von Voraussetzungen wie Reiseanlässe und Verwandtschaftsverhältnisse beantragt werden konnten. Die Genehmigungen sollten kurzfristig erteilt werden. Ausreisen konnten über alle Grenzübergangsstellen der DDR zur Bundesrepublik erfolgen. Tausende eilten an die Grenzen. Ohne Befehl öffneten die überraschten Grenzsoldaten die Übergänge der Berliner Mauer und der Grenze zur Bundesrepublik. Am darauf folgenden Tag besuchten Millionen von DDR-Bürgern die grenznahen Städte der Bundesrepublik und West-Berlin. Es kam zu überschwänglichen Freudenszenen; fremde Menschen umarmten sich, sangen, tanzten und jubelten.
Anfang Dezember 1989 wurde die Führungsrolle der SED aus der Verfassung gestrichen und gegen ehemalige Funktionäre der SED, darunter Erich Honecker, ermittelt. Egon Krenz trat von allen Ämtern zurück, Nachfolger als Vorsitzender des Staatsrats wurde Manfred Gerlach. Am 7. Dezember 1989 kam es erstmals zu Gesprächen am Runden Tisch mit den ehemaligen Blockparteien und Oppositionsgruppen. Dabei konnten erstmals nicht gewählte DDR-Bürger in den Bürgerrechtsbewegungen über die politische Entwicklung in der DDR mitdiskutieren und -bestimmen. Zwei Tage später wurde Gregor Gysi Parteivorsitzender der am 17. Dezember 1989 in SED-PDS und am 4. Februar 1990 in Partei des Demokratischen Sozialismus (PDS) umbenannten SED.

### Wiedervereinigung

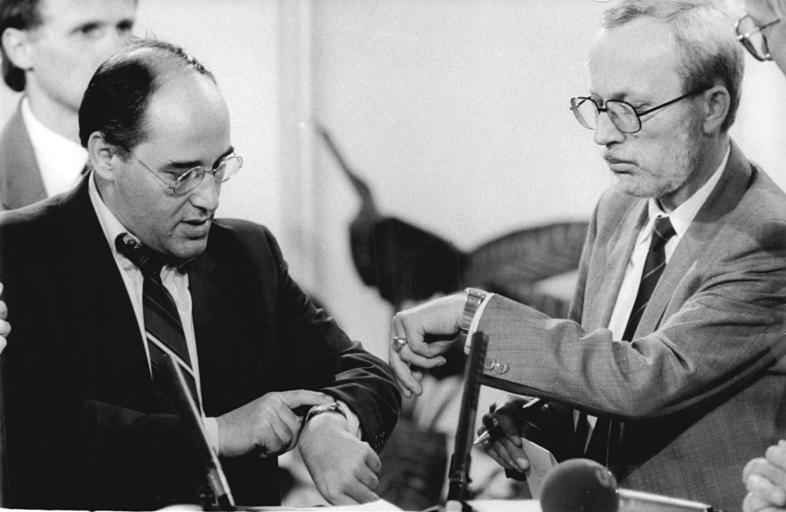
Nach der Kommunalwahl am 6. Mai 1990 warten Gregor Gysi (links) und Lothar de Maizière auf den Beginn des Wahlstudios im Palast der Republik

Nach dem Mauerfall, insbesondere ab Januar 1990, änderte sich die Zielrichtung der immer noch stattfindenden Montagsdemonstrationen allmählich. Nach dem Protest gegen die alte Führung und dem Anspruch auf die Souveränität des Volkes, ausgedrückt durch den Slogan „Wir sind das Volk“, wurde mehr und mehr der Wunsch nach der Wiedervereinigung, ausgedrückt durch den abgeänderten Slogan „Wir sind ein Volk“, zur Forderung der Demonstrationen. Am 15. Januar 1990 stürmten Demonstranten die Stasizentrale in Ost-Berlin. Im Februar 1990 sprachen Helmut Kohl, Michail Sergejewitsch Gorbatschow und Hans Modrow über die deutsche Einheit. Am 18. März 1990 wurde die erste Freie Volkskammer gewählt; Gewinner der Wahl war die „Allianz für Deutschland“. Lothar de Maizière wurde am 12. April 1990 neuer Ministerpräsident der DDR, nachdem am 5. April 1990 Sabine Bergmann-Pohl Volkskammerpräsidentin und (da die Volkskammer den Staatsrat abschaffte) damit auch letztes Staatsoberhaupt geworden war. Am 1. Juli 1990 trat die Währungs-, Wirtschafts- und Sozialunion zwischen der Bundesrepublik und der DDR in Kraft. Mitte Juli 1990 nahm die Treuhandanstalt für die Abwicklung der VEB ihre Arbeit auf. Am 31. August 1990 wurde von Vertretern der beiden Regierungen der Einigungsvertrag unterzeichnet, den die Volkskammer am 20. September ratifizierte. Die Hauptsiegermächte stimmten am 12. September 1990 in den „Zwei-plus-Vier-Gesprächen“ zu. Seit dem 3. Oktober 1990 ist Deutschland wiedervereint; mit dem Wirksamwerden des Beitritts nach Artikel 23 GG alter Fassung erlosch zum selben Zeitpunkt die Existenz der DDR als Völkerrechtssubjekt und Staat.
Die Verwaltungsstrukturen dagegen wurden bis zur Schaffung neuer, dem Standard der Bundesrepublik entsprechenden, erhalten. So wurden noch bis Ende Dezember DDR-Zulassungen für Kraftfahrzeuge ausgegeben, bundesrepublikanische Kfz-Zulassungen gab es erst seit dem 2. Januar 1991.

## Dokumentarfilme
Das war die DDR. ZDF, 3 Teile (je 44 min): 
- Teil 1: Aufbruchstimmung und Enttäuschung (1949 - 1961)
- Teil 2: Abschottung und Entspannung (1961 - 1973)
- Teil 3: Hoffnung und Niedergang (1973 - 1990)